# Fuente de las Musas (Huesca)

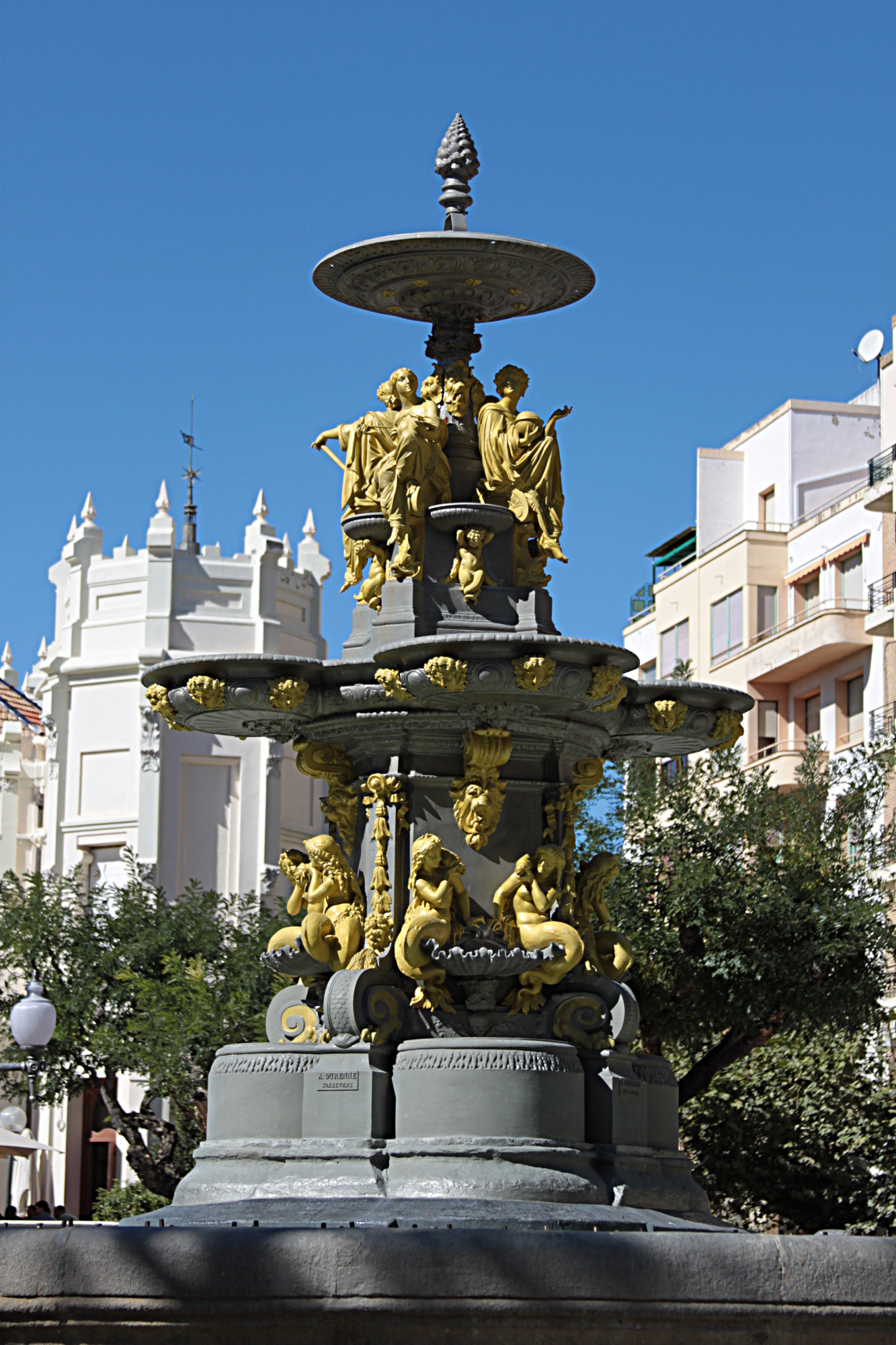
Vista de la fuente

La fuente de las Musas (en aragonés : Fuent d'as Musas) está situada en la plaza de Navarra de Huesca (España). Se trata de una fuente con dos niveles, encargada y construida en 1885. 

## Descripción
El diseño de la taza del pedestal se encargó el arquitecto Federico Villasante y el de la parte figurativa Enrique Blondeau. Fue fundida en los talleres Averly de Zaragoza, pero la tradición señala su compra en una subasta en París.
La taza está tallada en piedra de Bandaliés. El nivel inferior se encuentra decorado por un repertorio de mascarones, sirenas, conchas y elementos naturalistas. En la parte superior un conjunto de figuras completas representan a la musas de las artes. Los elementos figurativos en hierro fundido son obra de Antoine Durenne, según figura en una inscripción al pie de la fuente, que añade Sommevoire, donde tenía su taller de fundición. Todo el conjunto muestra una evidente influencia francesa.
La información detallada sobre su encargo y construcción original proviene del Expediente Municipal 1146 del Archivo Municipal de Huesca. Fue objeto de restauración en 1996 y recientemente en 2011. Villasante y Durenne también son los creadores de la Fuente de la Morena o la Moreneta, situada en la plaza de la catedral de Huesca.

Detalles de la fuente
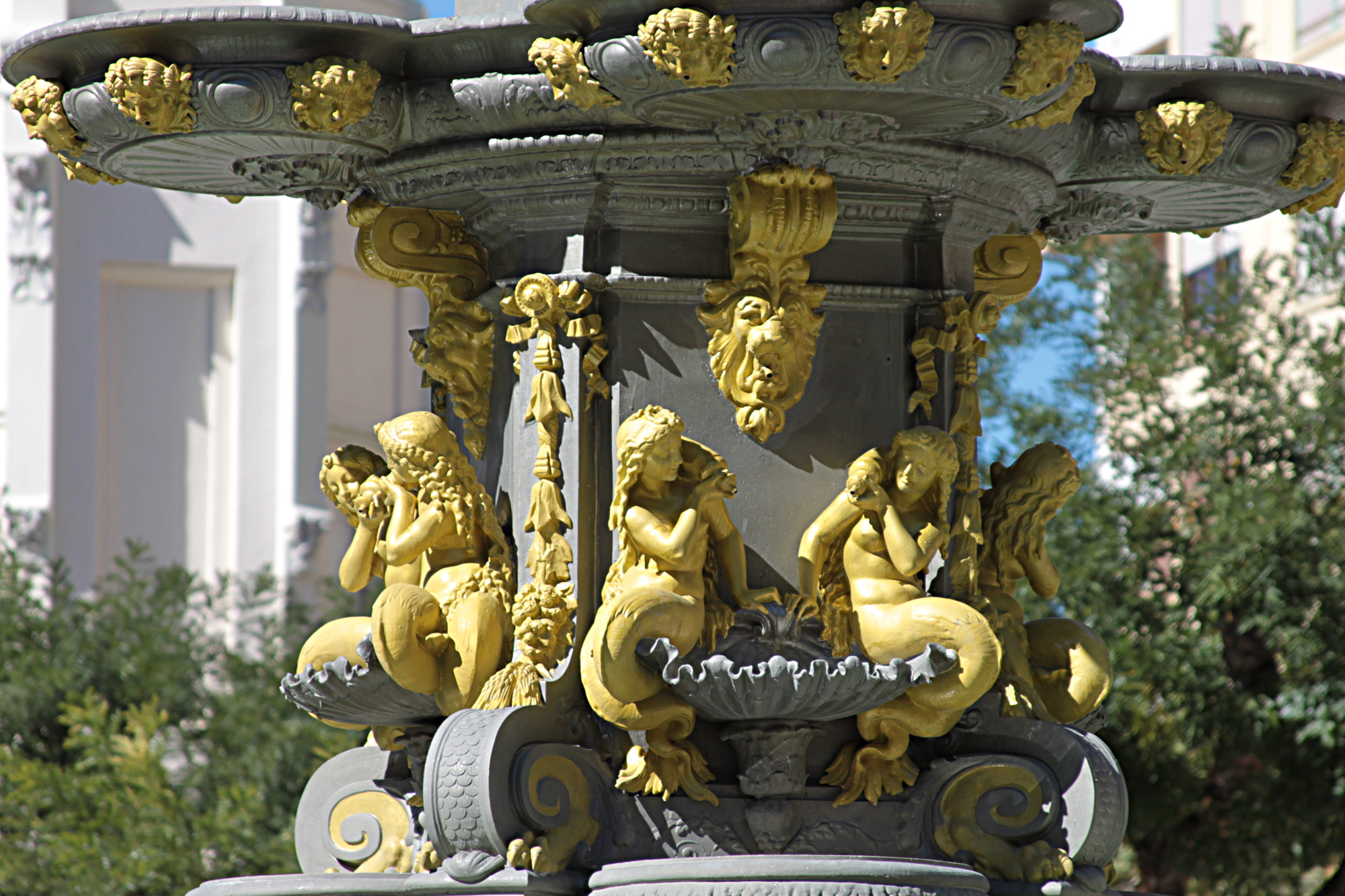
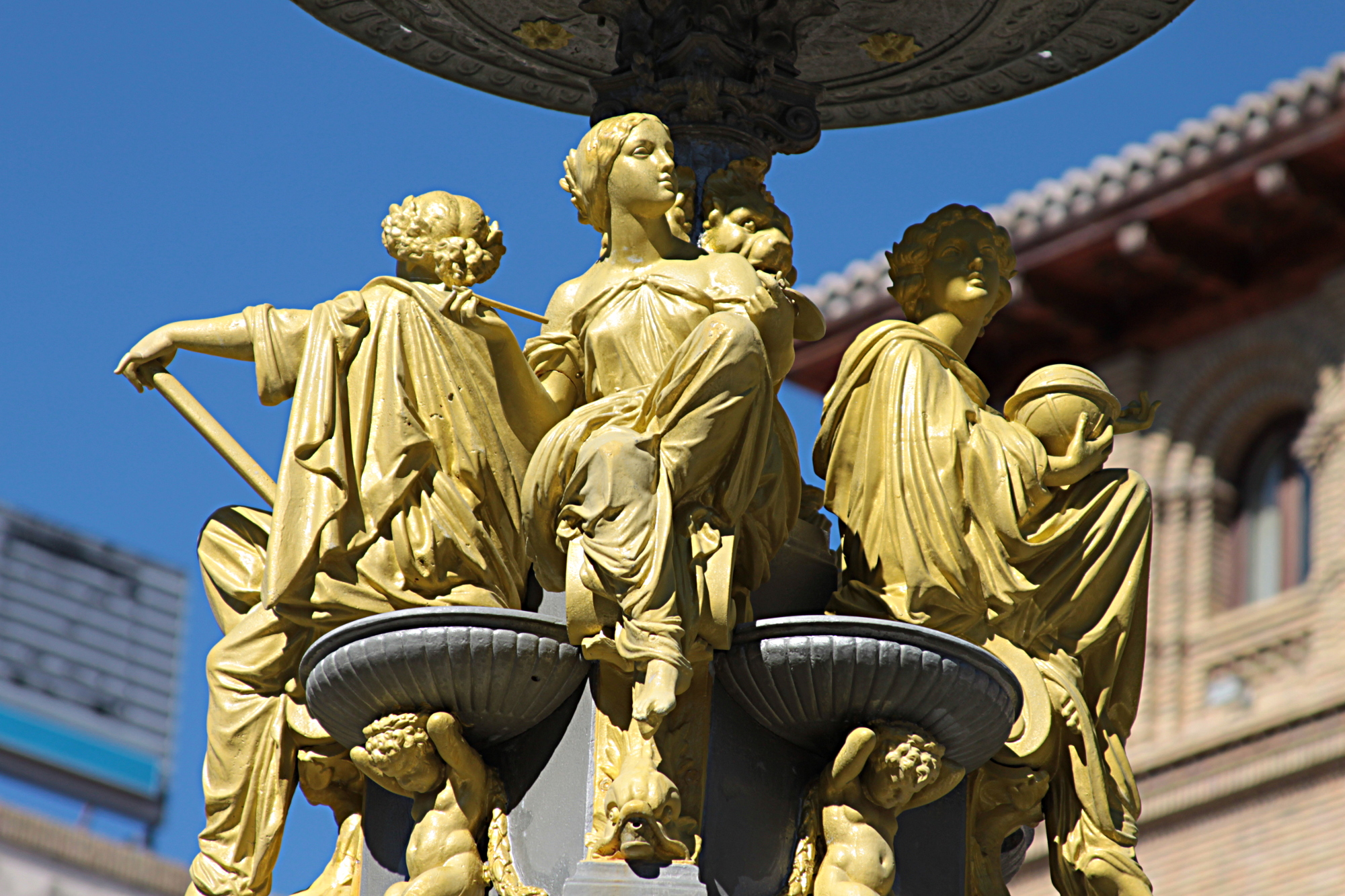